# Amata dichotomoides
Amata dichotomoides là một loài bướm đêm thuộc phân họ Arctiinae, họ Erebidae.